# Théophile Ducrocq
Théophile Gabriel Auguste Ducrocq (Lilla, 1829 – Poitiers, 1913) è stato un giurista francese.
Docente all'università di Parigi dal 1884 al 1899, è noto per il suo Corso di diritto amministrativo (1863). Fu immune da qualsiasi influenza giuridica tedesca.